# Miroslav Janota
Miroslav Janota (ur. 19 marca 1948 w Teplicach nad Bečvou) – czechosłowacki zapaśnik walczący w stylu klasycznym. Trzykrotny olimpijczyk. Czwarty w Monachium 1972; piąty w Montrealu 1976 i ósmy w Moskwie 1980. Startował w kategorii 82 kg.
Brązowy medalista mistrzostw świata w 1973 i szósty w 1975. Trzeci na mistrzostwach Europy w 1972. Dziewięciokrotny mistrz kraju, w latach 1971–1973, 1975–1980.
- Turniej w Monachium 1972

Pokonał Dasrangijna Mjagmara z Mongolii, Haralda Barlie z Norwegii, Mattiego Laakso z Finlandii i Ionea Gabora z Rumunii, a przegrał z Milanem Nenadiciem z Jugosławii.
- Turniej w Montrealu 1976

Zwyciężył Ibrahima Diopa z Senegalu, Csabe Hegedűsa z Węgier i André Bouchoulea z Francji. Przegrał z Władimirem Czeboksarowem z ZSRR i Momirem Petkoviciem z Jugosławii.
- Turniej w Moskwie 1980

Przegrał z Syryjczykiem Mohamedem El-Oulabim i Mihálym Tomą z Węgier.